# Hernández (Entre Ríos)
Pour les articles homonymes, voir Hernández.
Hernández est une localité rurale argentine située dans le département de Nogoyá et dans la province d'Entre Ríos. Sa principale activité économique est l'agriculture et la collecte de céréales. Les céréales les plus importantes sont le soja, le maïs et le blé.

## Histoire
L'embranchement ferroviaire entre Paraná et Nogoyá a été mis en service le 16 mai 1887 et le mesurage, la subdivision et la démarcation des terres destinées aux colonies et aux villes qui seraient fondées dans les stations intermédiaires ont été organisés le 4 juin 1887. Le 20 février 1888, l'arpentage des champs de la nouvelle colonie a été émis, comprenant 5 000 hectares, la plus grande propriété appartenant à Sabá Z. Hernández y Cía. Hernández y Cía, du futur gouverneur d'Entre Ríos, Sabá Hernández (mandat : 1889—1891). Le 17 mars 1888, l'enquête a été approuvée par le département topographique provincial, et cette date a été considérée comme la date de fondation.

## Religion
| Archidiocèse | Paraná                      |
| ------------ | --------------------------- |
| Paroisse     | Nuestra Señora de la Merced |